# Bimorfismo
Um bimorfismo, no contexto de Teoria das categorias, é uma seta que é simultaneamente um monomorfismo e um epimorfismo.

## Exemplos
- Em Set todo bimorfismo é uma função bijetora.
- Em Grp, a categoria dos grupos e homomorfismos, todo bimorfismo é um isomorfismo. A demonstração deste resultado não é simples.